# Skegness
Skegness er en ferieby og sogn i distriktet East Lindsey i Lincolnshire, England. Den ligger på kysten ud til Nordsøen, omkring 69 km øst for byen Lincoln, 21 km sydøst for Spilsby og 39 km nordøst for Boston. Skegness var oprindeligt en fiskerlandsby med en lille havn. Da jernbanen kom i 1875 fik turismen en større rolle. Butlins, en britisk kæde af ferielejere, åbnede sit første feriested i Skegness i 1936. Delvis grundet dette blev byen et af de bedst kendte feriesteder ved kysten i Storbritannien. I 2011 havde byen 24.876 indbyggere.
Som turistmål har byen fået en række kælenavne; Skeg, Skeggy, Costa del Skeg eller "østkystens Blackpool", og har en kendt maskot, Jolly Fisherman.
Blandt byens attraktioner er dens underholdningsarkader, Skegness Pier, Natureland Seal Sanctuary, The Village Church Farm, Lincolnshire Coast Light Railway, og flere årlige festivaler som karneval og kunstfestival, samt Gibraltar Point syd for byen. I 2015 havde byen knap 1,5 mio. turister.